# إيمي فريمان لي
إيمي فريمان لي (بالإنجليزية: Amy Freeman Lee)‏ هي رسامة أمريكية، ولدت في 1914، وتوفيت في 2004.